# Надежда Грачева
Надежда Александровна Грачева (рус. Надежда Александровна Грачёва; Семеј, 21. децембар 1969) је руска балерина и учитељица балета која је играла за Бољшој балет.

## Младост
Грачева је рођена у Семеју Казахстану, студирала је у Казахској балетској школи у граду Алмати. 1986. године, након што је освојила друго место за јуниоре на Међународном балетском такмичењу у Варни, примљена је у Московски колеџ кореографије где је студирала са Софијом Головкином.

## Каријера
По завршетку обуке, придружила се Бољшој балету 1988. године, чиме је дебитовала као солиста. Као ученица Галине Уљанове, а касније и Марине Кондратијева, створила је водеће улоге у класичном репертоару, као и улоге у многим радовима савремених кореографа. Убрзо је постала водећа балерина Бољшоја и добила титулу прима балерине након што је играла Никију у продукцији Ла Бајадера из 1991.

## Награде
Међу наградама које је добила су Беноисова награда за плес (1992), златна медаља на Јапанском међународном балетском такмичењу (1995), Награда Народни уметник Русије (1996) и Државна награда Руске Федерације (1997). Године 2001. добила је руски Орден части.